# Manuel José de Lavardén
Manuel José de Lavardén (Buenos Aires, 1754 - Colonia del Sacramento, 1809) fue un abogado, docente, dramaturgo y periodista rioplatense, precursor de la Revolución de Mayo.
Su padre, Juan Manuel de Lavardén, era un abogado nacido en Charcas, jurisconsulto asesor de los virreyes Pedro de Ceballos y Juan José de Vértiz, además de ser uno de los responsables de la expulsión de los jesuitas.

## Biografía
Manuel José cursó estudios de leyes en las Universidades de Chuquisaca, Granada, Toledo y Alcalá de Henares. Sin embargo, nunca se recibió de doctorado en leyes debido a la muerte de su padre en 1777.
Regresó a Buenos Aires en 1778 y dictó cátedra de filosofía en el Real Colegio de San Carlos, donde era rector el canónigo Juan Baltasar Maciel, que lo admiraba como erudito, poeta y pensador. Fue miembro del Cabildo de Buenos Aires y de la Junta de Temporalidades, organización encargada de administrar los bienes de los expulsados jesuitas.
Su primer escrito notable fue una Sátira que ridiculizaba a los poetas limeños, en respuesta a uno de ellos, que había atacado a Buenos Aires. Pero lo consagró una tragedia en verso de 1786, Siripo, la primera obra de teatro no religiosa escrita en la actual Argentina, que cuenta la destrucción del fuerte Sancti Spíritu y la vida de la legendaria Lucía Miranda. La mayor parte de la obra se perdió más tarde, y solo se conserva el segundo acto.
Ese mismo año se asoció a un capitalista para la administración de una estancia en la Banda Oriental, cerca de Colonia. Tras varios años en que intentó mejorar la ganadería de la zona, incluso traer ovejas merinas de España, se independizó de su socio y estableció un saladero. Un juicio por un sueldo atrasado lo llevó a la cárcel; se instaló nuevamente en Buenos Aires, donde se dedicó a trabajar como abogado y a escribir.
En 1792 anunció la presentación de otras dos obras, de contenido más clásico y europeo, pero el incendio del Teatro de la Ranchería impidió su representación y destruyó los originales. Por esa época escribió un poema, La Inclusa, que fue censurado por la Iglesia.
Su obra más conocida fue la Oda al majestuoso río Paraná, publicada en la primera página del primer número del Telégrafo Mercantil, periódico fundado por Francisco Cabello y Mesa en 1801, a instancias de Manuel Belgrano, y que fue el primer periódico de Buenos Aires. Era una composición netamente neoclásica.
Participó también de la fundación de una Sociedad Patriótica, que tenía por fin el estudio de las ciencias y su difusión entre los porteños ilustres de la época, además del sostenimiento ideológico y económico del Telégrafo Mercantil. Si bien la Sociedad murió poco después de fundada, continuó colaborando con el periódico; pero no como poeta, sino como periodista y divulgador de las ciencias y de conocimientos mercantiles y navales.
Durante la primera de las invasiones inglesas se unió al ejército que había reunido Santiago de Liniers en Montevideo como auditor de guerra. Se adelantó al desembarco de este en Buenos Aires unos días, de modo que coordinó el ejército que venía de la Banda Oriental con los cuerpos de caballería de Cornelio Zelaya y Juan Martín de Pueyrredón. Tras la Reconquista, secundó en el Cabildo abierto del 14 de agosto de 1806 la gestión de Martín de Álzaga y Joaquín Campana en favor de la suspensión del virrey Rafael de Sobremonte.
No hay constancia de lo que haya hecho durante la segunda invasión. Tras la victoria, asesoró literariamente al nuevo poeta favorito de Buenos Aires, Vicente López y Planes, y prácticamente le dejó el lugar de privilegio que tenía en el gusto popular. No volvió a escribir, e intentó seguir con el saladero de Colonia; el mismo que más tarde pasaría a manos de Guillermo Brown.
Tuvo serios problemas económicos en sus campos orientales, tal vez derivados de las invasiones inglesas, y se sabe muy poco de su último lustro de vida. Posiblemente sufrió un infarto a fines de 1808, que lo alejó de la vida social.[cita requerida] De modo que se instaló definitivamente en Colonia. Allí falleció hacia 1809, unos meses antes de la Revolución de Mayo, que en cierto sentido, al menos el cultural, había anticipado.